# محافظة بايانخونغور
محافظة بايانخونغور (بالإنجليزية: Bayankhongor Province)‏ هي محافظة في منغوليا، تتبع منغوليا، بلغ عدد سكانها 76٬085 نسمة، في 2011، عاصمتها بيانهونجور، تبلغ مساحتها 115٬977٫80 كيلومتر مربع.

## الموقع
تشترك في الحدود مع:
- محافظة زافخان
- محافظة أوفوخاناجي
- محافظة أرخانغاي
- محافظة غوفي-ألتاي
- محافظة أومنوغوفي
- منغوليا الداخلية.

## التقسيمات الإدارية
- Baatsagaan [الإنجليزية]‏
- Bayan-Öndör, Bayankhongor [الإنجليزية]‏
- Bayan-Ovoo, Bayankhongor [الإنجليزية]‏
- Bayanbulag [الإنجليزية]‏
- Bayangovi [الإنجليزية]‏
- بيانهونجور
- Bayanlig [الإنجليزية]‏
- Bayantsagaan, Bayankhongor [الإنجليزية]‏
- Bogd, Bayankhongor [الإنجليزية]‏
- Bömbögör, Bayankhongor [الإنجليزية]‏
- Buutsagaan [الإنجليزية]‏
- Erdenetsogt [الإنجليزية]‏
- Galuut [الإنجليزية]‏
- Gurvanbulag, Bayankhongor [الإنجليزية]‏
- Jargalant, Bayankhongor [الإنجليزية]‏
- Jinst [الإنجليزية]‏
- Khüreemaral [الإنجليزية]‏
- Ölziit, Bayankhongor [الإنجليزية]‏
- Shinejinst [الإنجليزية]‏
- Zag, Mongolia [الإنجليزية]‏.